# Vîșari, Velîka Bahacika
Vîșari (în ucraineană Вишарі) este un sat în comuna Kornienkî din raionul Velîka Bahacika, regiunea Poltava, Ucraina.

## Demografie
Componența lingvistică a localității Vîșari
     Ucraineană (97,96%)
     Rusă (1,02%)
Conform recensământului din 2001, majoritatea populației localității Vîșari era vorbitoare de ucraineană (97,96%), existând în minoritate și vorbitori de rusă (1,02%).